# Michelle Perrot
Michelle Perrot (Paris, 18 de maio de 1928) é uma historiadora e professora emérita da Universidade Paris VII, universidade para qual mudou nos anos 70 sob o impacto de 1968 após ter lecionado na Sorbonne, França. Em 2009 ganhou o Prémio Femina de Ensaio.
Faz parte da geração da Escola Nova Francesa de Estudos Sociais na Europa e é especialista na história do século XIX. O artigo "Uma história das mulheres é possível?" é precursor dos estudos sobre a história das mulheres no ocidente. Defendeu sua tese de doutorado de Estado sobre o movimento operário sob a supervisão de Labrousse. Historiadora engajada participou ao lado de Foucault do grupo de discussão sobre as prisões. Promoveu importante debate entre os historiadores e Michel Foucault publicado no livro que organizou "A impossível prisão". Dirigiu ao lado de G. Duby a série História da Vida Privada e História das mulheres no Ocidente. Presente nos meios de comunicação apresenta o programa semanal  "Segundas-feiras da História" na France Culture.
A contribuição fundamental da historiadora é a sua luta no movimento feminista demonstrando que o trabalho histórico também se faz permeado pela ação política no presente. A autora figura como umas das mais célebres historiadoras da causa feminista, assim como da vertente social da história francesa.
Recebeu dentre outros prêmios as condecorações da Legião de Honra e officier de l’Ordre national du mérite. 
Ela é membro do comitê de padrinhos da coordenação francesa para a década da cultura da paz e da não-violência. Recebeu o Prémio Simone de Beauvoir em 2014.

### Em francês
1. História dos quartos, Paris, Seuil, 2009 - Prémio Femina de Ensaio 2009.
2. As sombras da história. Crime e castigo no século XIX, Paris, Flammarion, 2001.
3. Imagens das mulheres (com) Georges Duby, Paris, Plon, 1992.
4. Os operários em greve, Mouton, 1974

#### Com outros autores
1. Nora, P (org) Ensaios de ego-história, Gallimard, 1987

### Traduzidos para o português
1. Minha história das mulheres, Contexto, 2007.
2. Mulheres ou os silêncios da História, EDUSC, 2005
3. Mulheres públicas. UNESP, 1998
4. Georges Duby e Michelle Perrot (dir.), História das mulheres no Ocidente, Afrontamento, 1993.
5. Georges Duby e Michelle Perrot (dir), História da vida privada. Da Revolução Francesa à Primeira Guerra, vol 4. Cia das Letras ISBN 8535914366 9788535914368
6. Os excluidos da história: operários, mulheres e prisioneiros. Paz e Terra, 1988